# Starz

Logotipo anterior do canal

Starz Entertainment é uma empresa de entretenimento canadense-americana atualmente sediada em Santa Monica, Califórnia. 
Até de 2024, a então chamada Lions Gate Entertainment Corporation possuía estúdios de cinema e TV, assim como canais de televisão e outros empreendimentos de midia, todos sob o mesmo guarda-chuva. Mas a empresa acabou desmembrando a parte de estúdios de produção, tanto de cinema quanto de tv na nova empresa chamada Lionsgate Studios. Já o restante foi renomeado para Starz entertainment que permaneceu com os canais a cabo e outros negócios, além de participação controladora de 87% no lionsgate studios.

## Canal Starz
Starz (estilizada como STARZ a partir de 2016; pronuncia-se "stars") é um canal de televisão por cabo e satélite premium que serve como serviço principal da Starz Inc., que é, em última análise, de propriedade da Starz entertainment. Os recursos de programação da Starz lançam filmes e séries de televisão originais de primeira geração.
A sede da Starz e suas redes irmãs Starz Encore e MoviePlex, estão localizadas no complexo Meridian International Business Center em Englewood, Colorado. Em janeiro de 2016, a Starz está disponível para 31 milhões de domicílios nos Estados Unidos.

## Séries Originais
O canal responsável pela produção de várias séries de sucesso de crítica, sendo algumas exibidas no Brasil, como Spartacus: Blood and Sand e Da Vinci's Demons, e outras séries de grande sucesso nos EUA, como The White Queen, Black Sails e Outlander. Os episódios inéditos das séries vão ao ar aos Sábados, às 21:00 (hora dos EUA/22:00 BR). Atualmente, é exibida a série The Missing, também um grande sucesso de audiência e crítica no país.

## Programas

### Atuais

#### Em Exibição
1. The missing
2. The Take
3. Friday Night Feature Movie
4. American Gods
5. Now Apocalypse
6. Power

#### Temporadas Encerradas
1. Outlander
2. Da Vinci's Demons
3. Black Sails
4. Power
5. Survivor's Remorse
6. Starz Inside
7. Starz Studios
8. The Chair
9. Flesh And Bone
10. Ash Vs Evil Dead

### Programas Futuros
1. Blunt Talk
2. The One Percent

### Em produção
1. Incursion
2. Monsters of God
3. WonderWorld

### Programas Anteriores
1. The White Princess
2. Spartacus: Blood and Sand
3. Spartacus: Gods of the Arena
4. Spartacus: Vengeance
5. Spartacus: War of the Damned
6. Boss
7. Camelot
8. Crash
9. Magic City
10. The White Queen
11. Gravity
12. Head Case
13. Hollywood Residential
14. Party Down
15. The Bronx Bunny Show